# Trans-Mediterranean Renewable Energy Cooperation

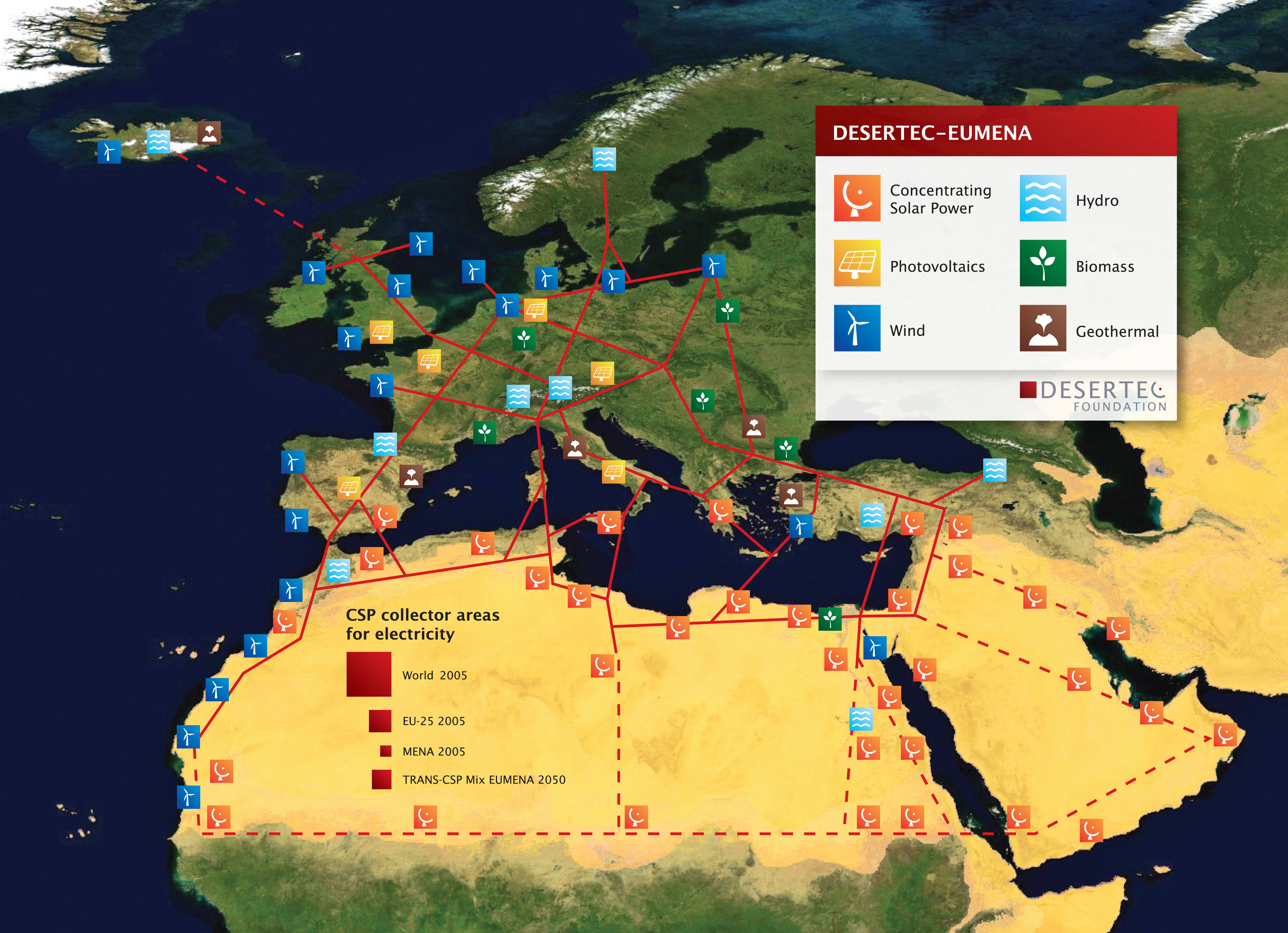
Mappa della possibile infrastruttura per il rifornimento energetico sostenibile per l'Europa, il Nord-Africa e il Medio Oriente (EU-MENA) (Source: DESERTEC Foundation, www.desertec.org)

La Trans-Mediterranean Renewable Energy Cooperation (TREC), in italiano: Cooperazione trans-mediterranea per le energie rinnovabili è un'associazione volontaria nata nel 2003 su iniziativa dell'associazione tedesca del Club di Roma e della fondazione per la protezione del Clima di Amburgo.
Il TREC promuove un incremento dell'approvvigionamento di energia dell'Europa e la riduzione delle emissioni di CO2 grazie alla trasmissione di energia elettrica ad alto voltaggio non inquinante da parchi solari ed eolici disposti in Nord Africa e Medio Oriente.
Il TREC è supportato da partito social-democratico e dal partito dei verdi tedesco, la società di fisica tedesca, il consiglio tedesco sui cambiamenti climatici, Greenpeace, il principe di Giordania Hassan bin Al Talal